# Dikaliumtetraborat
Dikaliumtetraborat ist eine anorganische chemische Verbindung des Kaliums aus der Gruppe der Borate.

## Gewinnung und Darstellung
Dikaliumtetraborat kann durch Reaktion von Kaliumhydroxid, Wasser und Borsäure gewonnen werden.

## Eigenschaften
Dikaliumtetraborat ist ein kristalliner weißer geruchloser Feststoff. Es kristallisiert in einer triklinen Struktur (Raumgruppe P1 (Raumgruppen-Nr. 2)), die aus einem dreidimensionalen Netzwerk von trigonal-planaren BO3- und tetraedrischen BO4-Gruppen besteht, in dessen Hohlräumen sich die Kaliumionen befinden. Sein Tetrahydrat besitzt eine orthorhombische Kristallstruktur mit der Raumgruppe P212121 (Raumgruppen-Nr. 19).

## Verwendung
Dikaliumtetraborat ist ein hervorragendes Lösungsmittel für Metalloxide bei hohen Temperaturen. In der Metallurgie wird es zur Herstellung von speziellen Schweiß-, Löt- und Lötflussmitteln aus Edelstahl oder verschiedenen Nichteisenmetallen eingesetzt, um die mit Natriumborat verbundene „Blendung“ zu vermeiden. Es wird auch in Schmierstoffen und als Absorber zur Notabschaltung von Atomreaktoren verwendet.

## Risikobewertung
Dikaliumtetraborat wurde 2015 von der EU gemäß der Verordnung (EG) Nr. 1907/2006 (REACH) im Rahmen der Stoffbewertung in den fortlaufenden Aktionsplan der Gemeinschaft (CoRAP) aufgenommen. Hierbei werden die Auswirkungen des Stoffs auf die menschliche Gesundheit bzw. die Umwelt neu bewertet und ggf. Folgemaßnahmen eingeleitet. Ursächlich für die Aufnahme von Dikaliumtetraborat waren die Besorgnisse bezüglich Verbraucherverwendung, Exposition von Arbeitnehmern, hohes Risikoverhältnis (Risk Characterisation Ratio, RCR) und weit verbreiteter Verwendung sowie der vermuteten Gefahren durch fortpflanzungsgefährdende Eigenschaften. Die Neubewertung fand ab 2017 statt und wurde von Litauen durchgeführt. Anschließend wurde ein Abschlussbericht veröffentlicht.